# Red & Gold
Albums de Fairport Convention
In Real Time: Live '87
(1987) The Five Seasons
(1990)
Red & Gold est le dix-septième album studio du groupe de folk rock britannique Fairport Convention. Il est sorti en 1988 sur le label Rough Trade.
La chanson-titre, écrite par Ralph McTell, raconte l'histoire de la bataille de Cropredy Bridge (en), un affrontement de la première guerre civile anglaise ayant pris place le 29 juin 1644 près de Cropredy, village de l'Oxfordshire où Fairport Convention organise depuis 1976 un festival de musique (en) annuel.

## Fiche technique

### Chansons
| 1. | Set Me Up         | Dave Whetstone                           | 4:23 |
| 2. | The Noise Club    | Maartin Allcock                          | 3:12 |
| 3. | Red and Gold      | Ralph McTell                             | 6:44 |
| 4. | The Beggar's Song | traditionnel arrangé par Maartin Allcock | 3:33 |
| 5. | The Battle        | Ric Sanders (en)                         | 1:09 |

| 6.  | Dark Eyed Molly       | Archie Fisher (en) | 4:34 |
| 7.  | The Rose Hip          | Ric Sanders        | 4:24 |
| 8.  | London River          | Rod Shearman       | 2:59 |
| 9.  | Summer Before the War | Huw Williams       | 4:33 |
| 10. | Open the Door Richard | Bob Dylan          | 4:57 |

La réédition de Red & Gold parue en 1995 inclut un titre bonus enregistré au festival de Cropredy en 1994.
| 11. | Close to the Wind | Stuart Marson | 6:40 |

### Musiciens
- Maartin Allcock : chant, guitare acoustique, guitare électrique, guitare MIDI, mandoline, basse fretless, claviers, bouzouki, accordéon, chœurs
- Dave Mattacks : batterie, percussions, batterie MIDI, claviers
- Simon Nicol (en) : chant, guitare acoustique, guitare électrique, dobro
- Dave Pegg : chant, basse, chœurs
- Ric Sanders (en) : violon, violon électrique

### Équipe de production
- Simon Nicol (en) : producteur, ingénieur du son, mixage
- Tim Matyear : ingénieur du son
- Mick Dolan : mixage
- Glenn Richards, Spencer Richards : pochette
- Dawn Richardson, John Woodward : photographie

### Classements et certifications
| Pays (classement)             | Meilleure position |
| ----------------------------- | ------------------ |
| Royaume-Uni (UK Albums Chart) | 74                 |